# Astacilla boreaphilis
Astacilla boreaphilis är en kräftdjursart som beskrevs av Stransky och Jörundur Svavarsson 2006. Astacilla boreaphilis ingår i släktet Astacilla och familjen Arcturidae. Inga underarter finns listade i Catalogue of Life.